# Parque Nacional Bou-Hedma
O Parque Nacional Bou-Hedma encontra-se localizado na Governadoria de Gafsa e na Província de Sidi Bouzid, na Tunísia. O parque foi criado no dia 18 de Dezembro de 1980 e tem sido listado na lista provisória da UNESCO do Património Mundial da UNESCO desde 28 maio de 2008.
Bou-Hedma é um importante local arqueológico. A começar pelos antigos assentamentos romanos que ocuparam este lugar, como os vestígios de aldeias romanas, a ponte romana de Wadi Bautista, as antigas piscinas romanas e o que resta de um aqueduto romano.